# Altenberge
Altenberge is een plaats en gemeente in de Duitse deelstaat Noordrijn-Westfalen, gelegen in de Kreis Steinfurt. De gemeente telt 10.406 inwoners (31 december 2020) op een oppervlakte van 62,53 km².

## Indeling van de gemeente
De gemeente bestaat uit het hoofddorp Altenberge en 6 bijbehorende buurtschappen (Bauerschaften):
- Entrup
- Hansell, een 14e-eeuws dorpje tussen Münster-Nienberge, Greven en Altenberge.
- Hohenhorst, met de aan de zuidkant gelegen heuvel Rösteberg. Het dorp had kort na de Tweede Wereldoorlog een zandsteengroeve. Materiaal daaruit werd in die tijd gebruikt voor de herbouw van de Dom van Münster.
- Kümper, met een klein landbouwmachinemuseum en een jeneverstokerij
- Waltrup, incl. het reeds sinds 1142 bestaande gehucht  Hollenbeck. Hierbij in de buurt staat de bedevaartskapel (bouwjaar 1953) „Madonna der Landstraße“
- Westenfeld, waar twee havezates staan, die bewoond worden door aanzienlijke families, Haus Bödding en  Gut Göverding

In 2015 had het hoofddorp Altenberge circa 9.500 inwoners. De zes bovengenoemde kleine Bauerschaften hadden elk tussen 250 en 400 inwoners.

## Ligging, verkeer, vervoer

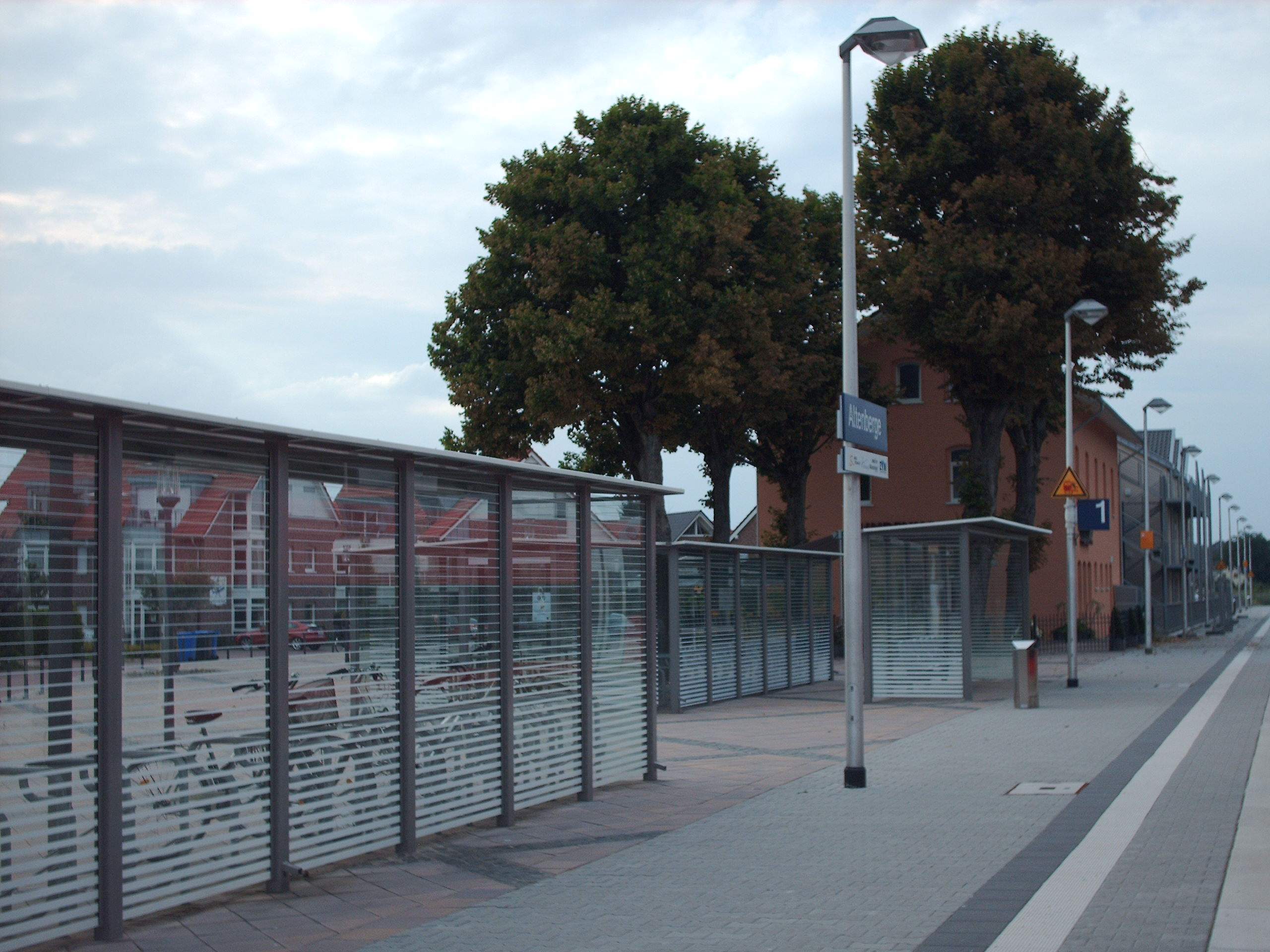
Station Altenberge

De gemeente ligt in het Münsterland en wel 20 km ten noordwesten van de stad Münster. Door de gemeente loopt de Bundesstraße 54. Wie over deze B 54 dertien km zuidoostwaarts richting Münster rijdt, kan direct voor het binnenrijden van die stad afrit 77 van de Autobahn A1 richting Bremen of het Ruhrgebied nemen.
Altenberge heeft een station aan de spoorlijn Gronau- Münster.  Door de gemeente loopt, vrijwel in noordwest-zuidoost-richting, een 80–110 m hoge heuvelrug, de Altenberger Höhen.Met name in de ochtendspits en in de namiddag, als de scholen uitgaan, zijn er lijnbusverbindingen tussen Altenberge en Münster, Nordwalde, Laer, Steinfurt en Greven.

### Buurgemeentes
- Greven (Kreis Steinfurt), ca. 12 km oostwaarts
- Münster, ca. 16 km zuidoostwaarts (tot aan de Dom in die stad)
- Havixbeck (Kreis Coesfeld), ca. 11 km zuidwaarts
- Billerbeck, ca. 17 km zuidwaarts
- Laer, ca. 7 km westwaarts
- Steinfurt,  en het daarbij behorende Borghorst, respectievelijk 16 en 11 km noordwestwaarts
- Nordwalde, 6 km (op de fiets slechts 4 km) noordwaarts.

## Economie
Landbouw, veeteelt en (fiets-)toerisme zijn de pijlers van de economie van de gemeente. Daarnaast is er op de bedrijventerreinen van Altenberge enig midden- en kleinbedrijf van  vrijwel uitsluitend regionaal of plaatselijk belang gevestigd.

## Geschiedenis
De geschiedenis van de gemeente is nauw verweven met die van het Prinsbisdom Münster, waartoe Altenberge van de middeleeuwen tot aan de Napoleontische tijd behoorde. De parochie van St. Johannes de Doper in het dorp Altenberge heeft een geschiedenis die teruggaat tot de missionaris Liudger, tijdgenoot van Karel de Grote. In de 16e en 17e eeuw was Altenberge toneel van strijd in o.a. uitwaaieringen van de Tachtigjarige Oorlog en later ook de Dertigjarige Oorlog, terwijl het dorp ook meermalen door pestepidemieën en grote branden werd geteisterd.  De Reformatie van de 16e eeuw werd bij de door de Münsterse prinsbisschoppen bevorderde Contrareformatie in de vroege 17e eeuw tenietgedaan. De bevolking bleef sindsdien overwegend rooms-katholiek. In 2015 was, blijkens cijfers op de gemeentewebsite,  nog steeds ruim 60% van de inwoners der gemeente katholiek.
De gemeente bleef voor grote oorlogsschade in de Tweede Wereldoorlog gespaard.
Van 1879 tot 1988 was de plaats bekend vanwege een grote tractorenfabriek (Wesseler) in het gehucht Kümper. Dit bedrijf verkocht veel van zijn producten onder verschillende merknamen, o.a. Vewema en Westfalia, in Nederland en België. Van het bedrijf is slechts een klein tractorenmuseum overgebleven.

## Bezienswaardigheden, toerisme, natuurschoon

### Kerkgebouwen
- De rooms-katholieke Johannes-de-Doperkerk te Altenberge, gebouwd in de 14e eeuw, van een nieuwe klokkentoren en een vernieuwd, neogotisch interieur voorzien aan het eind van de 19e eeuw
- De rooms-katholieke Johannes-Nepomukkerk te Hansell is een witgepleisterd, daardoor zeer schilderachtig, deels 18e-eeuws, deels 19e-eeuws gebouw, met neogotisch interieur van kort voor het jaar 1900. De kerk staat 5 km ten oosten van het centrum van Altenberge.

### Overig
- De gemeente ligt in het Münsterland, dat bekend is vanwege zijn voorzieningen voor fietstoerisme. Door de gemeente Altenberge lopen enige langeafstandsfietsroutes.
- Fossielenmuseum Zurholt, ten zuidwesten van de dorpskern, met een grote collectie in de Altenberger Höhen gevonden belemnieten (beperkt geopend)
- Nog steeds staat op een markante heuveltop aan de weg naar Münster de Krüsellinde, een lindeboom, waaronder van de middeleeuwen tot ca. 1800 in de open lucht recht werd gesproken. Deze linde siert ook het gemeentewapen van Altenberge.
- De 17e-eeuwse Sieverding-graanschuur, overblijfsel van een oude havezate, staat 5 km ten zuiden van het dorp en dicht bij het gehucht Waltrop. Het markante gebouw heeft een kantoorfunctie voor een afdeling van de Universiteit van Münster en kan niet van binnen bezichtigd worden.

## Afbeeldingen

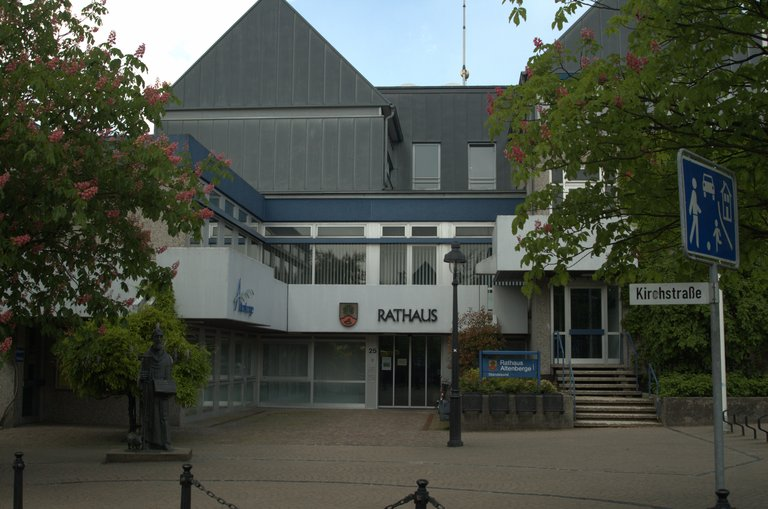
Gemeentehuis
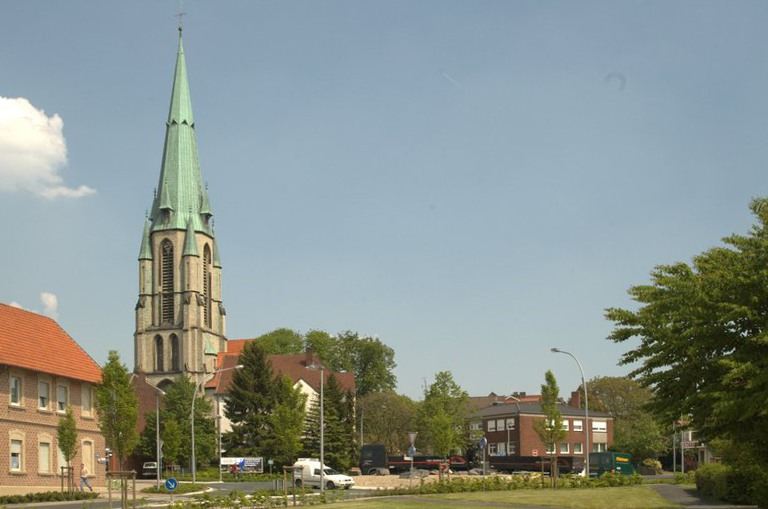
R.K. Johannes-de-Doperkerk te Altenberge
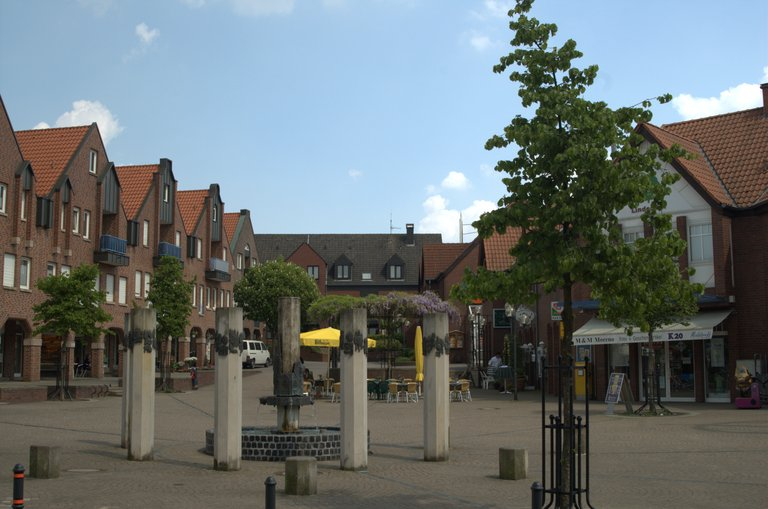
Marktplein met dorpsfontein
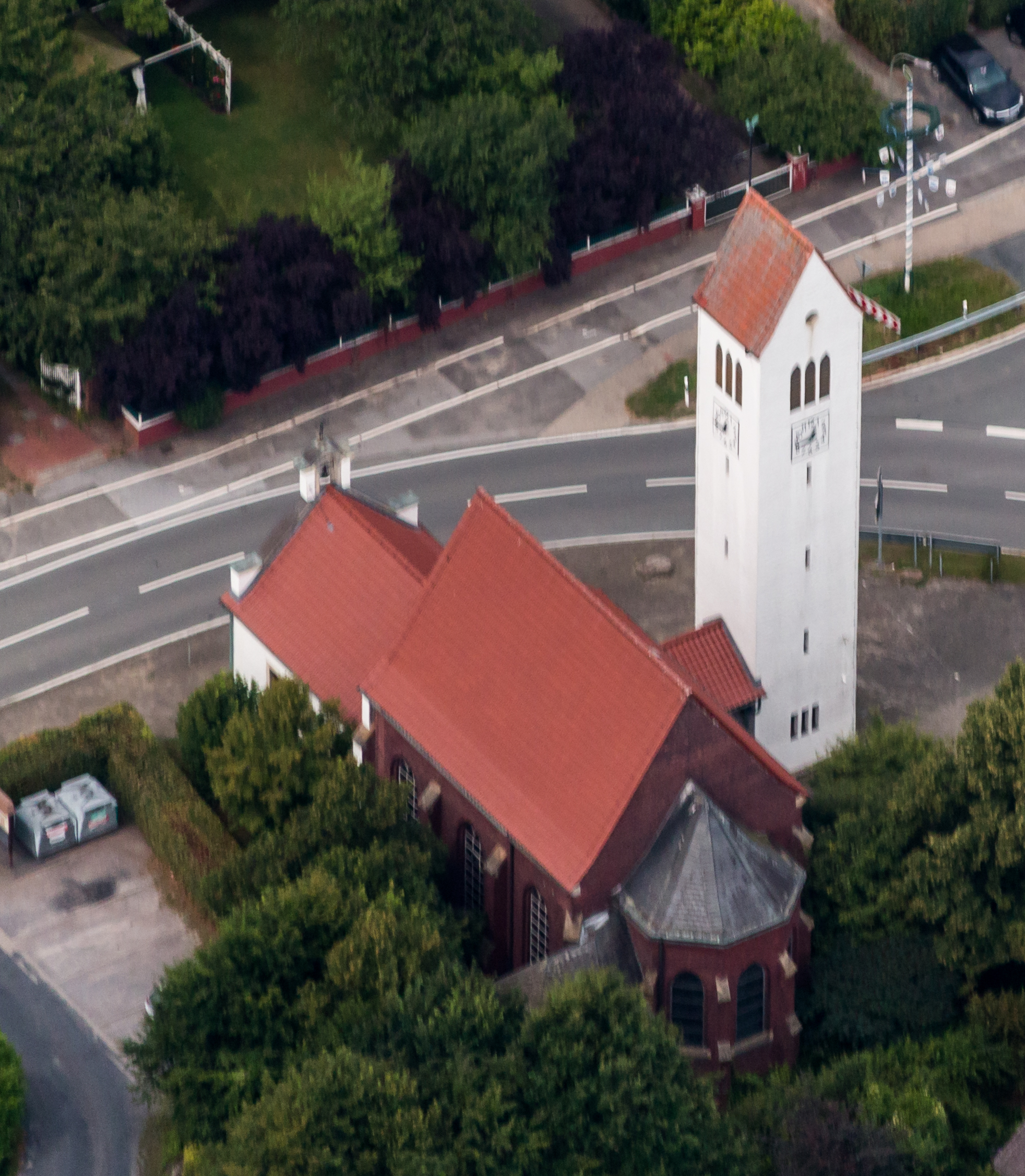
R.K. Johannes-Nepomukkerk, Hansell (1)
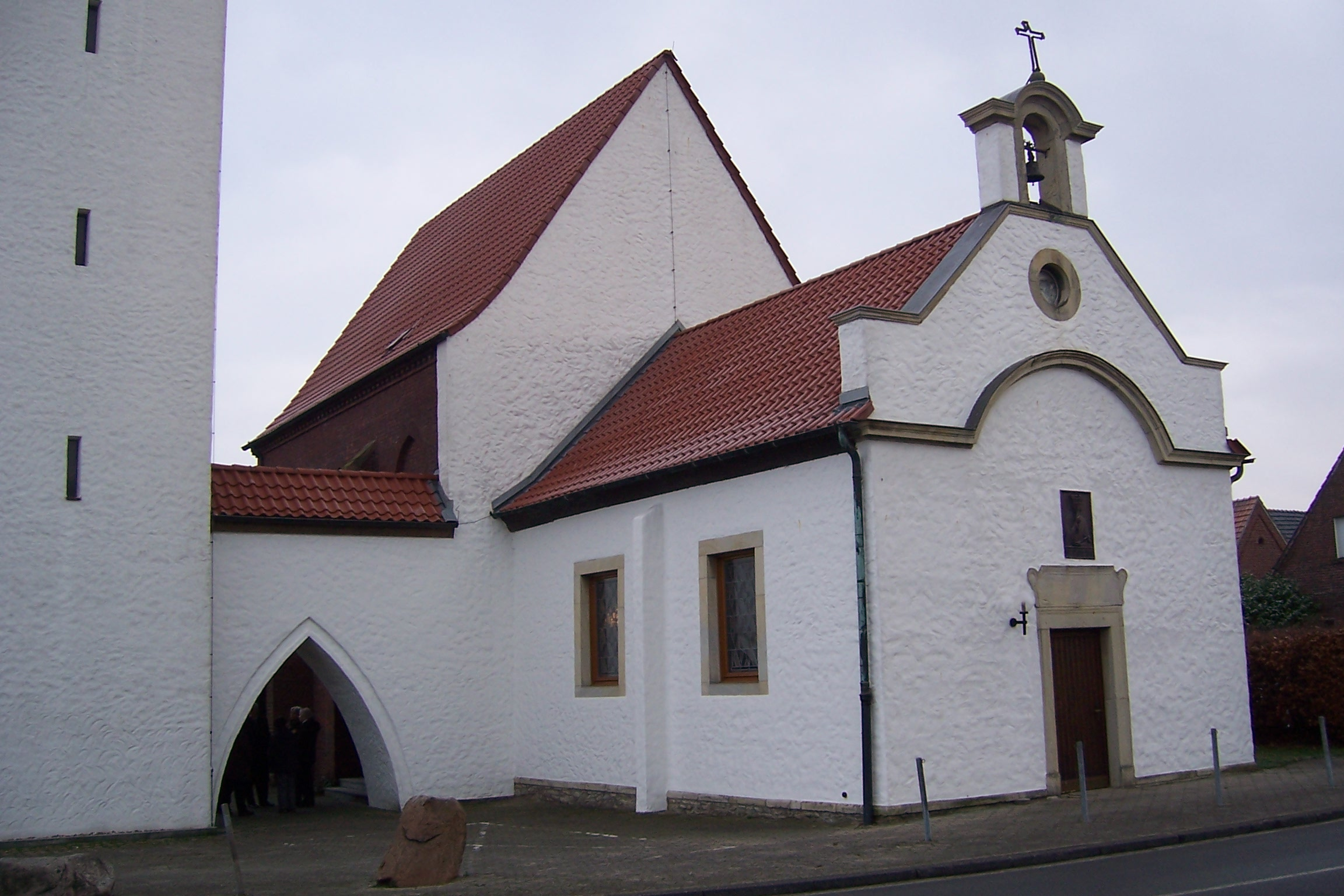
R.K. Johannes-Nepomukkerk, Hansell (2)
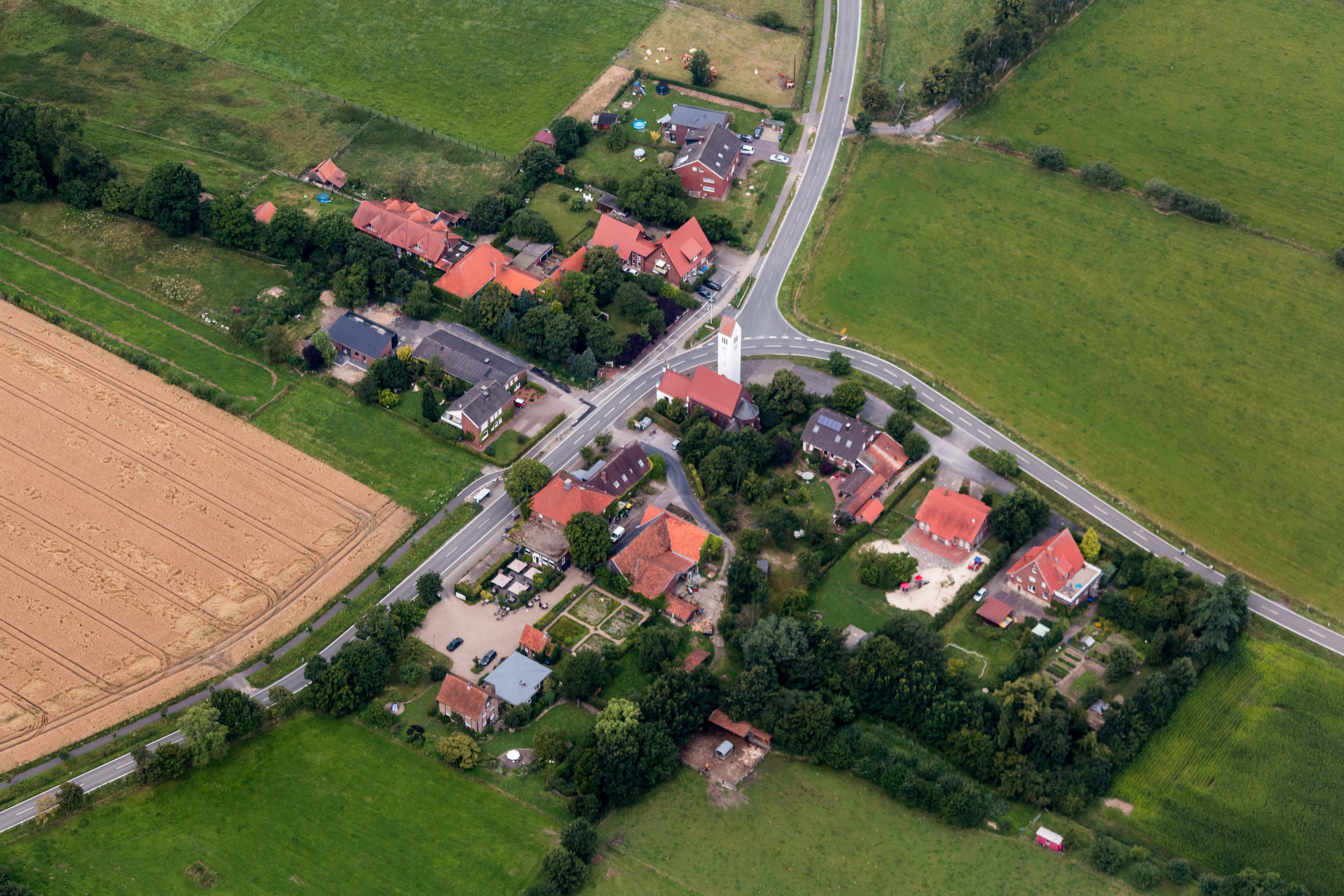
Luchtfoto gehucht Hansell
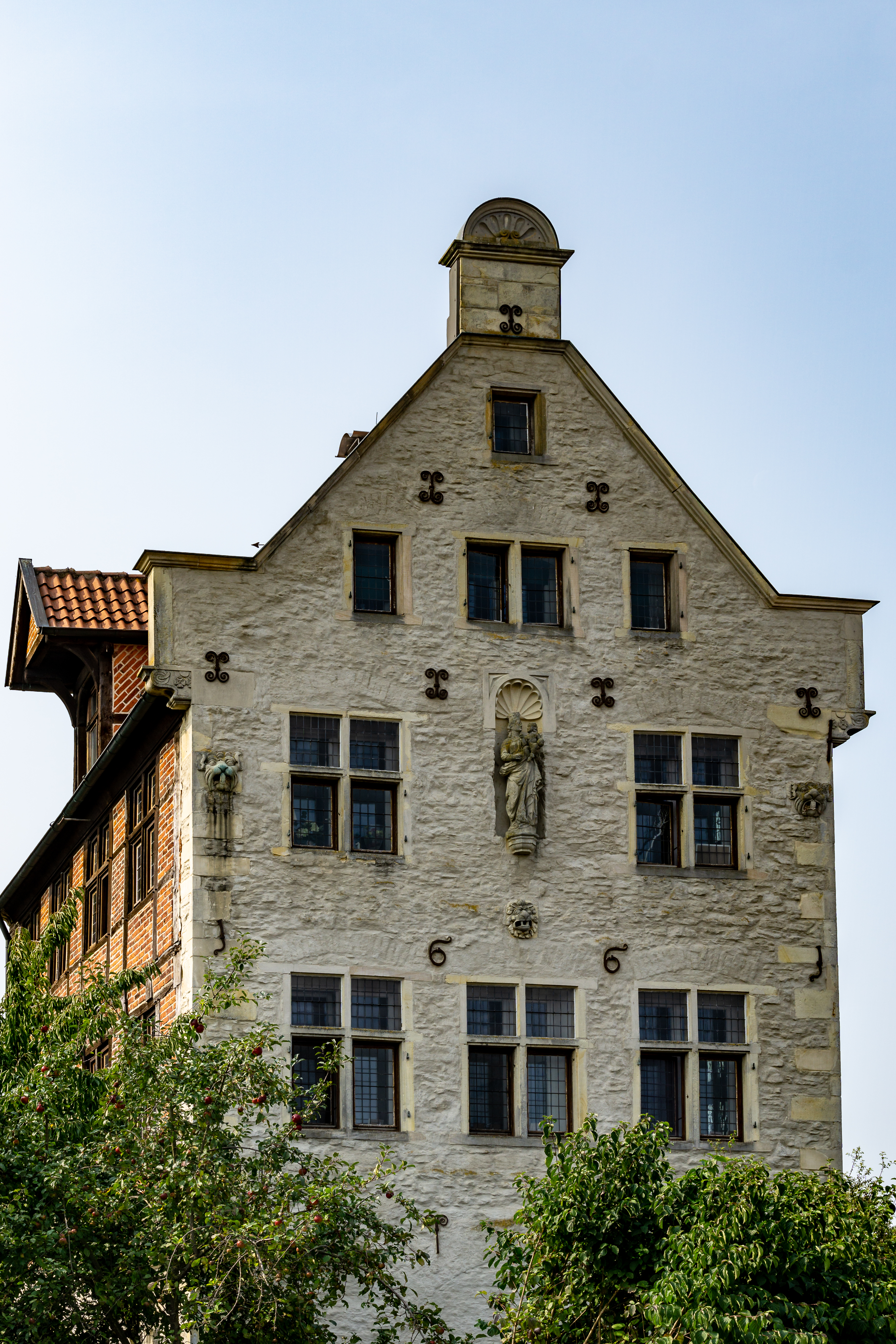
Sieverding-graanschuur

## Partnergemeente
- Gooik, België, sedert 1979

## Belangrijke personen in relatie tot de gemeente
- Dietrich Schulze-Marmeling (* 8 december 1956 te Kamen), Duits non-fictie-auteur, schreef talrijke interessante boeken over de voetbalsport en de maatschappelijke achtergrond daarvan. Hij is inwoner van Altenberge.
- Theresia Degener (* 10 april 1961 in Altenberge), Duits professor in de rechten, activiste voor de belangen van en tegen de discriminatie van lichamelijk gehandicapten, voorstandster van interdisciplinaire Disability Studies aan universiteiten en hogescholen; regelmatig gastdocente aan de Universiteit Maastricht

## Weblinks
- www.museum-zurholt.de Museum Zurholt

Altenberge · Emsdetten · Greven · Hopsten · Hörstel · Horstmar · Ibbenbüren · Ladbergen · Laer · Lengerich · Lienen · Lotte · Metelen · Mettingen · Neuenkirchen · Nordwalde · Ochtrup · Recke · Rheine · Saerbeck · Steinfurt · Tecklenburg · Westerkappeln · Wettringen